# Xenoturbella profunda
Xenoturbella profunda ist eine Art der Gattung Xenoturbella, die 2016 gemeinsam mit drei weiteren Arten der Gattung beschrieben wurde. Die Tiere stellen eine sehr basale Gruppe wurmartiger mehrzelliger Tiere dar und werden gemeinsam mit den Acoelomorpha zu den Xenacoelomorpha zusammengefasst.

## Merkmale
Xenoturbella profunda entspricht in ihren Merkmalen den anderen bekannten Arten der Gattung und erreicht eine Körperlänge von etwa 15 Zentimetern. Die Tiere sind einfarbig blassrosa gefärbt und besitzen eine auf der Rückenseite ein Paar deutliche Furchen in der Epidermis. Zudem wurde eine Ringfurche und eine Seitenfurche entdeckt. Vor der Ringfurche ist der Körper abgerundet, zum Körperende verjüngt er sich graduell. Die Mundöffnung ist im entspannten Zustand oval, sie liegt an der Unterseite vor der Ringfurche. Das Epidermisnetz nimmt etwa zwei Drittel der Bauchseite ein.
Die Körperwand enthält sowohl rücken- wie bauchseitig Gameten. Im Querschnitt bestehen die Tiere aus der äußeren Epidermis, darunterliegenden Längs- und Ringmuskeln, Parenchymgewebe und einer Gastrodermis. Die Oocyten haben einen Durchmesser von 450 Mikrometern, die Spermien besitzen sphärische Köpfe.
Im Gewebe wurde bei dem Holotypus neben der DNA der Art auch solche der zu den Vesicomyidae zählenden Muschel Archivesica gigas identifiziert.

## Fundorte und Lebensweise
| \| Pescadero- Becken \|           |
| Fundort von Xenoturbella profunda |
| Pescadero- Becken                 |

Die Art wurde anhand von sieben Exemplaren aus dem Sediment des Pescadero-Beckens vor der mexikanischen Küste aus 3700 Metern Tiefe beschrieben, sie hielten sich in der Nähe einer Hydrothermalquelle auf. Die Tiere gehören damit zu der Art innerhalb der Gattung, die bisher an der tiefsten Lokalität gefunden wurde. Sie wurden gemeinsam mit weiteren Benthos-Organismen mit Hilfe eines Remotely Operated Vehicle (ROV) vom Meeresboden abgesaugt.
Über die Lebensweise der Tiere liegen keine Angaben vor. Das Sediment, auf dem sie gefunden wurden, wurde von bakteriellem Rasen und anderen Organismen besiedelt, darunter auch der Muschel Archivesica gigas.

## Systematik
Xenoturbella profunda wurde 2016 als eigenständige Art gemeinsam mit drei weiteren Arten der Gattung von einer Arbeitsgruppe unter der Leitung von Greg W. Rouse wissenschaftlich beschrieben. Aufgrund der deutlichen Ähnlichkeit zu den bereits beschriebenen Arten der Gattung Xenoturbella wurde sie gemeinsam mit den anderen neuen Arten ebenfalls in diese Gattung eingestellt.
Auf der Basis einer molekularbiologischen DNA-Analyse wurde die Verwandtschaft der bisher bekannten Arten untersucht, demnach bildet X. profunda gemeinsam mit X. churro und X. monstrosa ein gemeinsames Taxon von Tiefseearten, die den Flachwasserarten X. bocki und X. hollandorum gegenüber stehen.
Der Namenszusatz profunda leitet sich von der Bezeichnung für „Tiefe“ ab, um den Fundort in der Tiefsee zu benennen.

## Belege
1. 1 2 3 4 5 6 7 8 9  Greg W. Rouse, Nerida G. Wilson, Jose I. Carvajal, Robert C. Vrijenhoek: New deep-sea species of Xenoturbella and the position of Xenacoelomorpha. Nature 530, 4. Februar 2016; S. 94–97 doi:10.1038/nature16545.
2. ↑  Johanna Taylor Cannon, Bruno Cossermelli Vellutini, Julian Smith,	Fredrik Ronquist, Ulf Jondelius, Andreas Hejnol: Xenacoelomorpha is the sister group to Nephrozoa. Nature 530, 4. Februar 2016; S. 89–93 doi:10.1038/nature16520.